# Muscari longistylum
Muscari longistylum är en sparrisväxtart som först beskrevs av Vivi Täckholm och Loutfy Boulos, och fick sitt nu gällande namn av Hosni. Muscari longistylum ingår i släktet pärlhyacinter, och familjen sparrisväxter. Inga underarter finns listade i Catalogue of Life.